# Risod
Risod é uma cidade  no distrito de Washim, no estado indiano de Maharashtra.

## Geografia
Risod está localizada a 19° 58′ N, 76° 47′ L. Tem uma altitude média de 542 metros (1778 pés).

## Demografia
Segundo o censo de 2001, Risod tinha uma população de 27,519 habitantes. Os indivíduos do sexo masculino constituem 52% da população e os do sexo feminino 48%. Risod tem uma taxa de literacia de 68%, superior à média nacional de 59.5%: a literacia no sexo masculino é de 76% e no sexo feminino é de 59%. Em Risod, 15% da população está abaixo dos 6 anos de idade.